# Édouard Huet du Pavillon
Édouard Huet du Pavillon (Blain, Loire-Atlantique, 1819 — Genova, 1908) foi um botânico francês.